# Одоевский, Василий Семёнович Швих
Васи́лий Семёнович Одо́евский по прозвищу Швих (ум. 1534, Боровск) — князь, воевода, боярин, сын Семёна Юрьевича, брат Ивана и Петра. Один из рода удельных князей Одоевских, происходящих от князей Новосильских, Рюрикович в XVI колене.

## Служба у Ивана III
Первоначально служил Великому князю Литовскому. Позднее вместе с братьями перешёл на службу к Великому князю Московскому Ивану III. Начало деятельности князя Василия относится к периоду перехода Верховских княжеств из под литовской власти — под власть Москвы. Переходы сопровождались частыми взаимными нападениями и грабежами противной стороны. Дипломатические переговоры Москвы с Литвой полны взаимных претензий о подобных нападениях. В 1485 году посол Литвы жаловался Ивану III на братьев Василия и Ивана Одоевских, за их нападения на князей Мезецких, которые тогда служили Литве. В 1492 году он поддерживал своего брата Ивана в борьбе за власть в Одоевском княжестве, против двоюродного брата Фёдора Ивановича, который служил Литве. Иван вместе с младшими братьями владел половиной Одоева, в то время как второй половиной владел его двоюродный брат Фёдор Иванович. Братья захватили владение Фёдора и изгнали его.
В 1497 году князь Василий был наместником Ивана III в Муроме. В 1499 году вместе с князем Перемышльским Борисом Ивановичем разбил крымских и азовских татар под Козельском. В 1502 году участвует в походе из Северской земли на Литву и Лифляндию, как воевода правой руки под командованием князя Семёна Ивановича Стародубского.

## Служба у Василия III
В 1506 году, уже при князе Василии III получает чин боярина и с тех пор участвует в боярской думе. В 1507 году был воеводой в Ржавце у Белёва (возможно, в источнике имеется в виду Ржев). Отсюда ходил на Стародуб. Вновь воеводствовал в Белёве, а в августе 1506 года, когда у Белёва и Одоева появились татары, вместе с другими воеводами разбил их у Оки и гнал их до речки Рыбницы. В 1513 году он участвовал в Смоленском походе Василия III воеводой Большого полка. В следующем году был воеводой на востоке, на случай возможного нападения казанских татар. В 1515 году он вновь обороняет южные рубежи и успешно изгоняет крымских татар. Далее его участие в обороне южных рубежей:
- 1516—1517 — Вашана (Крымский поход на Русь (1517))
- 1520 — Серпухов и Угра
- 1521 — река Упа
- 1522 — Серпухов
- 1527—1528 — Рославль
- 1528 — воевода на Угре, отражает нападение царевича Ислама.
- 1529 — на Оке
- 1533 — Одоев и Новгород-Северский
- 1534 — Боровск

## Семья
Оставил сына Семёна и дочь Марию, выданную за П. И. Головина.

## Критика
При деле князей Одоевских, хранящегося в архиве Департамента герольдии, имеется справка из Коллегии Иностранных дел, в которой служба князя Василия Семёновича изложена так: воевода большого полка на р. Дорогошан (1515), воевода на Вошане (1516—1517), воевода на Угре, потом в Серпухове (1520), воевода Коломны (1527—1528), воевода в Боровске (1529), воевода Сторожевого полка в походе на Казань (1544), боярин и воевода Передового полка в походе на шведов (1549) — эти сведения совершенно разнятся с показаниями летописей и историка Николая Михайловича Карамзина.